# Adrianus Hoevenaar sr.
Adrianus Hoevenaar (Utrecht, 14 maart 1732 - Duinkerken, 22 september 1793) was een Nederlandse procureur en notaris gevestigd in de stad Utrecht. Hij was tevens een amateurtekenaar en -schilder.

## Leven en werk

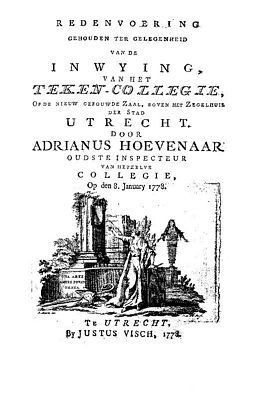
Titelpagina redevoering Adrianus Hoevenaar bij de inwijding van de nieuw gebouwde zaal van de Utrechtse tekenacademie (1773)

Hoevenaar werd in maart 1732 geboren als zoon van Cornelis Hoevenaar en Adriana Margareta de Bruyn. Hij werd in 1754 beëdigd tot notaris in zijn geboortestad Utrecht. Hij speelde een vooraanstaande rol in de Utrechtse patriottische beweging. Als procureur verdedigde hij diverse zaken waarbij patriotten waren betrokken. In 1783 nam hij het initiatief tot heroprichting van de Utrechtse schutterij. In 1786 werd hij benoemd tot stadssecretaris. Vrij snel daarna moest hij, na de inval van de Pruisische troepen in 1787 onder bevel van de hertog van Brunswijk-Wolfenbuttel, Utrecht ontvluchten. Hij vertrok naar Duinkerken, waar hij in 1793 in ballingschap overleed. Zijn dochter Christina Hoevenaar trouwde in 1794 in Calais met de patriottenleider Ondaatje.
Hoevenaar was naast notaris ook een amateurkunstenaar. Hij schilderde, tekende en graveerde. Hij was hoofd van de Utrechtsche kunstbroederschap en hield een redevoering bij de inwijding van de Utrechtse tekenacademie in 1778.
Hoevenaar trouwde op 15 juni 1760 te Utrecht met Christina Mechteld Oortman  (1732-1815). Diverse van hun nakomelingen werden tekenaar en schilder. Zijn zoon Adrianus beoefende de teken- en de schilderkunst naast zijn beroep als schietschuitschipper. Drie kleinzonen Cornelis Willem, Willem Pieter en Nicolaas Ludolph en twee achterkleinzonen Cornelis Willem en Jozef traden ook in zijn kunstzinnige voetspoor en werden schilder en tekenaar.